# Radio Banovina
Radio Banovina lokalna je hrvatska radijska postaja koja emitira iz Gline na frekvencijama 93,2 MHz (Kravarsko), 96,8 MHz (Petrova Gora) i 99,1 MHz područje grada Gline. 	
Svakodnevnim programom od 0 do 24, uz širok glazbeni opus domaće zabavne i pop, narodne i folk, tamburaške i tradicionalne glazbe, pruža mnoštvo informacija kroz svoj svakodnevni program te u dnevnim i tjednim emisijama.
Radio Banovina posjeduje koncesiju za emitiranje na području Banovine.

## Povijest Radija
Početak emitiranja seže u ratnu 1993. godinu. Mjesto radnje Pokupsko, lokacija dobro utvrđena podrumska prostorija današnje općine Pokupsko.
Prvi studio prostorija od 6 metara kvadratnih. Režija smještena odmah do akumulatora od telekomunikacijskih uređaja i studio odmah preko stola.
Prva emisija «Na nišanu» koju uređuje, vodi i tehnički realizira Đurđica Maričković. Kasnije u ekipu stižu voditelj: Lidija Šešerin, Nikica Vrbanac, Marina Davidović, a u jednom dijelu emisija sudjeluje voditelj dr. Drago Rubala.
21.12.2011. pokrenuta je Radio Televizija Banovina

## Program
Program se emitira 24 sata, 7 dana u tjednu, a bazira se na paraleli informativno- političkog i domaćeg zabavnog – glazbenog programa.
U informativno-političkom dijelu programa s četiri informativne emisije dnevno prate se sva bitna događanja na lokalnom, regionalnom i svjetskom nivou.
Proizvodnja programa odvija se na dvije lokacije:
- u Slatini Pokupskoj studio prilagođen za sve potrebe proizvodnje radio difuznog i glazbenog programa
- u V. Gorici dva studija uvijek spremna za najzahtjevnije zabavno – glazbene i informativno produkcijske zahtjeve, a tu je i tonski studio za snimanje glazbe.

Radio postaja ima dva glazbena kanala: Banovina Turbo i Banovina Light.

## Vanjske poveznice
- Službena stranica Radio Banovine (hrv.)
- Zemljovid pokrivenosti signalom (eng)
- Službena stranica Radio Banovine na Facebooku